# Булгаков, Александр Александрович
Алекса́ндр Алекса́ндрович Булга́ков (6 [19] марта 1907, г. Харьков — 31 мая 1996 года, г. Москва) — советский партийный, государственный деятель.

## Биография
Родился в семье украинского рабочего. Трудовую деятельность начал в 1919 г.: курьер, затем стеклографист, ученик статистика, ответственный секретарь местного комитета Южного машиностроительного треста. В 1929—1931 гг. служил в Красной Армии.
С 1931 г. — ответственный исполнитель по топливу, заместитель уполномоченного вагоностроительного объединения, руководитель группы топлива и оборудования треста «Союзкаолин» в Харькове. В 1937 г. вступил в ВКП(б). В 1939 г. окончил вечернее отделение Харьковского электротехнического института.
С 1939 г. инженер-проектировщик Харьковского электромеханического завода, в 1941—1942 гг. — мастер, инженер отдела главного механика автобронетанковой ремонтной базы.
С 1942 г. — на партийной работе: парторг бронетанкового ремонтного завода № 12 Закавказского фронта, в 1944—1948 гг. — парторг ЦК ВКП(б) бронетанкового ремонтного завода № 12 Приволжского военного округа; с 1948 г. — секретарь парткома Харьковского моторостроительного завода «Серп и Молот»; парторг ЦК ВКП(б) на Харьковском турбинном заводе им. С. М. Кирова. В 1950—1953 гг. — второй секретарь Харьковского горкома партии.
С 1953 г. по январь 1954 г. — председатель Харьковского горисполкома. С января 1954 по 1959 г. — второй секретарь Харьковского областного комитета КП Украины. С 26 марта 1954 по 16 февраля 1960 г . — кандидат в члены ЦК КП Украины.
С 1959 по июль 1964 г. — секретарь ВЦСПС.
С июля 1964 по 1 июля 1983 г. — председатель Государственного комитета по профессионально-техническому образованию при Госплане СССР (с октября 1965 г. — Государственный комитет Совета Министров СССР по профессионально-техническому образованию, с июля 1978 г. — Государственный комитет СССР по профессионально-техническому образованию).
Избирался депутатом Верховного Совета СССР 6—10 созывов. С 31 октября 1961 по 30 марта 1971 г. — кандидат в члены ЦК КПСС; с 9 апреля 1971 по 25 февраля 1986 г. — член ЦК КПСС.
С июля 1983 г. — персональный пенсионер союзного значения.
Похоронен на Троекуровском кладбище.

## Награды
- три ордена Ленина
- орден Октябрьской Революции
- орден Трудового Красного Знамени.